# Carqueiranne
Carqueiranne là một xã thuộc tỉnh Var trong vùng Provence-Alpes-Côte d'Azur, Pháp. Xã này có diện tích 14,48 km², dân số năm 2006 là 9482 người. Xã này nằm ở khu vực có độ cao trung bình 26 mét trên mực nước biển.

## Thông tin nhân khẩu
| Năm | 1962 | 1968 | 1975 | 1982 | 1990 | 1999 | 2006 |
| --- | ---- | ---- | ---- | ---- | ---- | ---- | ---- |
| Dân số | 3826 | 4449 | 5131 | 6199 | 7118 | 8436 | 9482 |
| From the year 1962 on: No double counting—residents of multiple communes (e.g. students and military personnel) are counted only once. |      |      |      |      |      |      |      |